# Leon Rattigan
Leon Gregory Rattigan (ur. 4 października 1987) – brytyjski zapaśnik walczący w stylu wolnym. Trzykrotny uczestnik mistrzostw świata; zajął jedenaste miejsce w 2009. Siódmy na mistrzostwach Europy w 2009. Brązowy medalista Igrzysk Wspólnoty Narodów w 2010 i 2014 i dziesiąty w 2018, gdzie reprezentował Anglię. 
Od 2010 roku jest mężem Yany Stadnik, dwukrotnej srebrnej medalistki mistrzostw Europy.